# Kyffhäuser

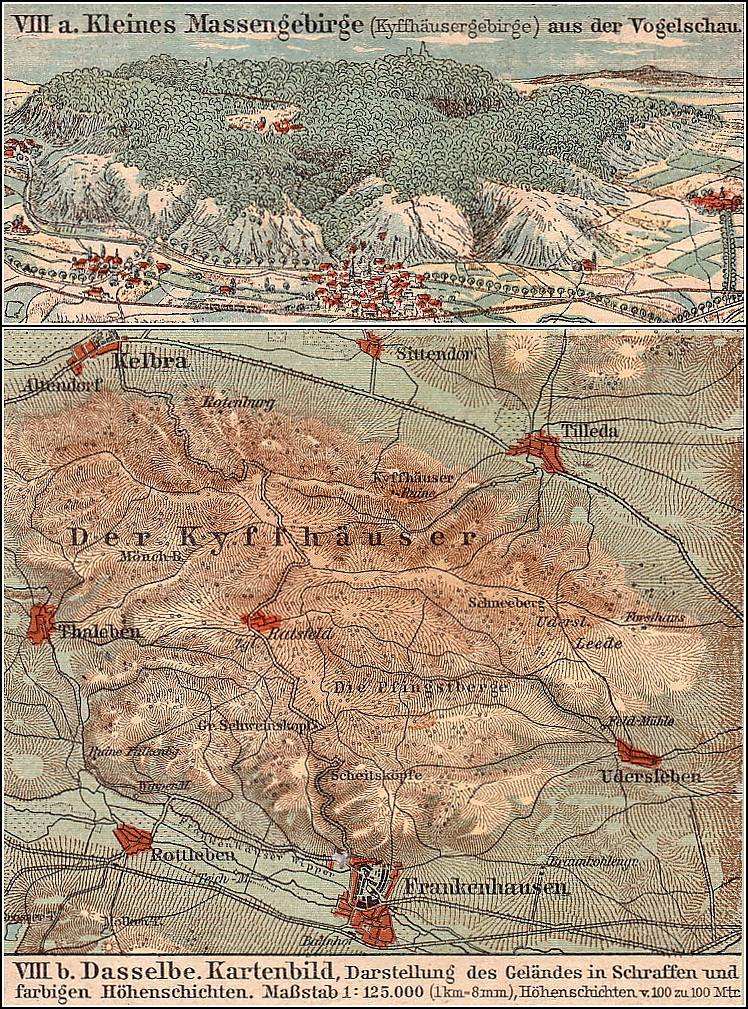
Historische Karte des Kyffhäusers

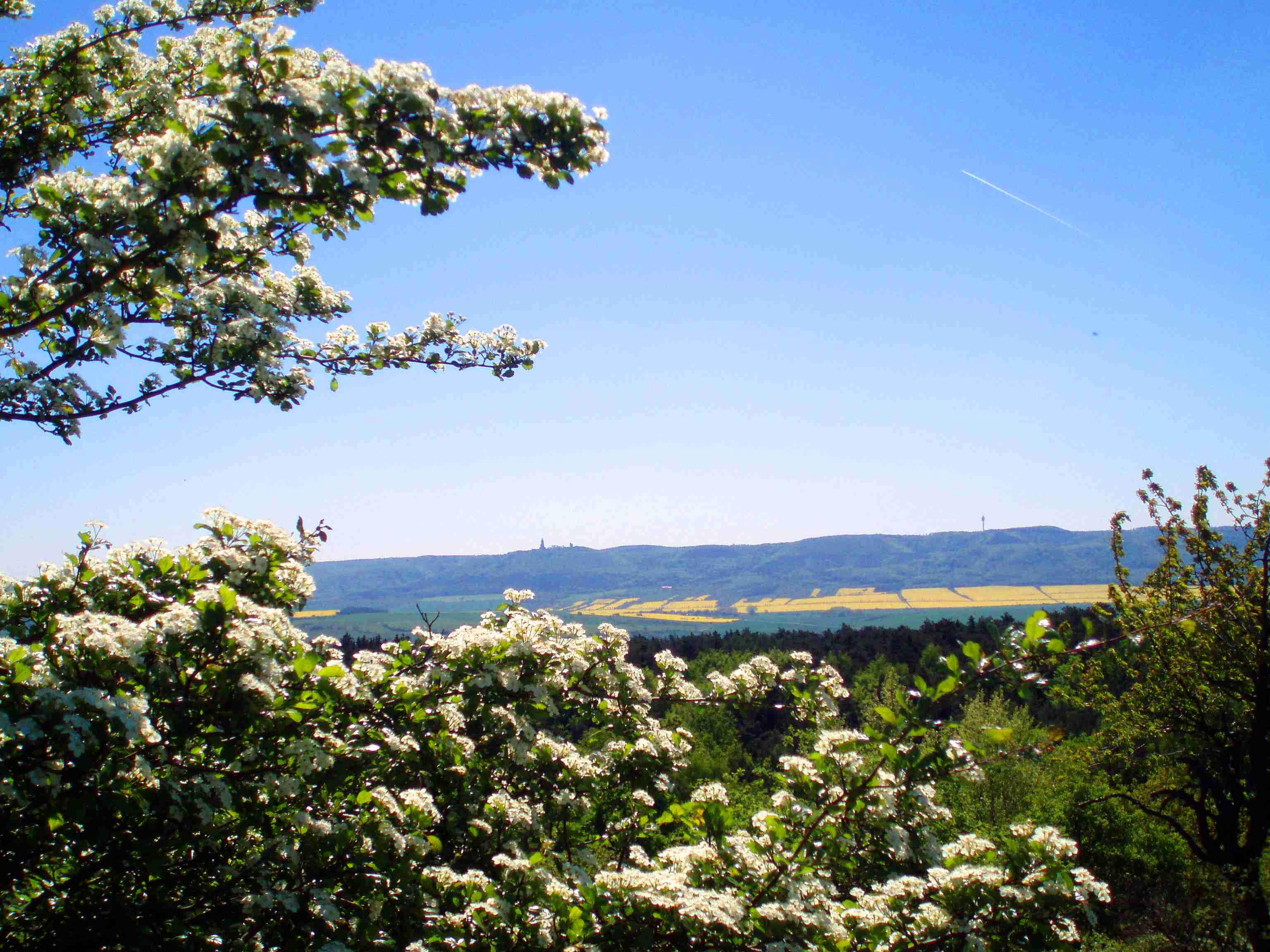
Blick von Norden zum Kyffhäuser

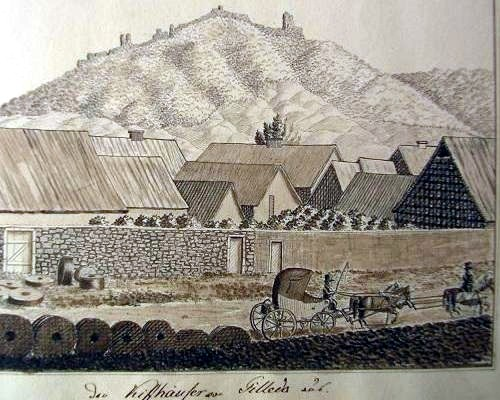
„Der Kiffhäuser von Tilleda aus“ gesehen, Anfang 19. Jahrhundert

Der Kyffhäuser (ˈkɪfˌhɔɪ̯zɐ , seltener und historisch auch Kyffhäusergebirge genannt) ist ein kleines Mittelgebirge südlich des Harzes. Es ist ein Pultschollengebirge aus paläozoischen Gesteinen, welches sich steil nach Norden, aber nur sanft nach Süden hin abflacht, und dort im Süden und auch Westen vom Zechstein (Gipskarst) überlagert ist. Es liegt größtenteils im Thüringer Kyffhäuserkreis und reicht am Nordrand geringfügig in den sachsen-anhaltischen Landkreis Mansfeld-Südharz hinein. Der Kyffhäuser ist bis zu 473,6 m ü. NHN hoch und erstreckt sich über rund 70 km². Aufgrund seiner Nähe und wegen einiger geologischer Gemeinsamkeiten wird der Kyffhäuser auch „kleiner Bruder des Harzes“ genannt.
Seine höchste Erhebung ist der Kulpenberg, auf dem seit den 1960er Jahren der Fernsehturm steht. Der Vorgängerbau des Fernsehturms war ein etwa 50 m hoher Signalturm des dortigen Trigonometrischen Punktes. Der Fernsehturm wurde nur wenige Meter neben ihm errichtet. Weitere Signaltürme von Trigonometrischen Punkten im Kyffhäuser befanden sich auf dem Saukopf (zwischen Tilleda und Udersleben), auf dem Schlachtberg neben dem Bauernkriegsdenkmal nördlich von Bad Frankenhausen, neben der Falkenburg oberhalb (nördlich) der Barbarossahöhle (Rottleben) und auf dem Stöckey zwischen Badra und der Numburg.
Auf einem Bergvorsprung im Nordosten des Kyffhäusergebirges befinden sich die Ruinen der Reichsburg Kyffhausen, die Ende des 19. Jahrhunderts durch das Kyffhäuserdenkmal zu Ehren Kaiser Wilhelms I. ergänzt wurden. Dabei wurde vor allem die Mittelburg zerstört, auf ihrem Platz wurde das Denkmal errichtet. Teile der Ruinen der Ober- und Unterburg dagegen blieben erhalten, ebenso wurde der 176 m tiefe Burgbrunnen wieder restauriert.
Während ein Großteil des Kyffhäusers mit Wald bedeckt ist, fallen an seinem Süd- und Westrand unbewaldete Hänge auf. Das Fehlen von Wald resultiert aus einem Mangel an flachem Grundwasser im gipshaltigen, stark verkarsteten Untergrund.
Der Kyffhäuser ist auch Namensgeber des Geoparks Kyffhäuser, der neben dem Kyffhäusergebirge noch weitere Gebiete im Westen, Süden und Osten umfasst.

## Namensherkunft
Der Name Kyffhäuser wird auf das Wort cuffese (=Kuppe/Kopf) zurückgeführt. Historisch existieren auch die Schreibweisen Kiffhäuser und Kyfshäuser. Eine weitere Variante der Namensdeutung „Kyff“ ist „Krieg“ oder auch „Streit“, sodass der Kyffhäuser ein Streithaus, eben eine Burg, ist. Im lokalen Nordthüringer Dialekt wird er „Kipphiesr“ genannt.

## Geographie

### Geographische Lage
Der rund 12,5 km lange und 5,5 km breite Kyffhäuser erstreckt sich südlich der ca. 6 km breiten Goldene Aue genannten Niederung der Helme, die ihn vom Unterharz trennt. Südwestlich (und südlich) des Kyffhäusers liegen die Höhenzüge Windleite und Hainleite.
Unmittelbar umliegende Ortschaften sind Kelbra im Nordwesten, Sittendorf und Tilleda im Norden, Ichstedt und Udersleben im Osten, Bad Frankenhausen und Rottleben im Süden, Steinthaleben im Südwesten und Badra im Westen. Im Zentrum befindet sich das Rathsfeld.

### Berge und Erhebungen

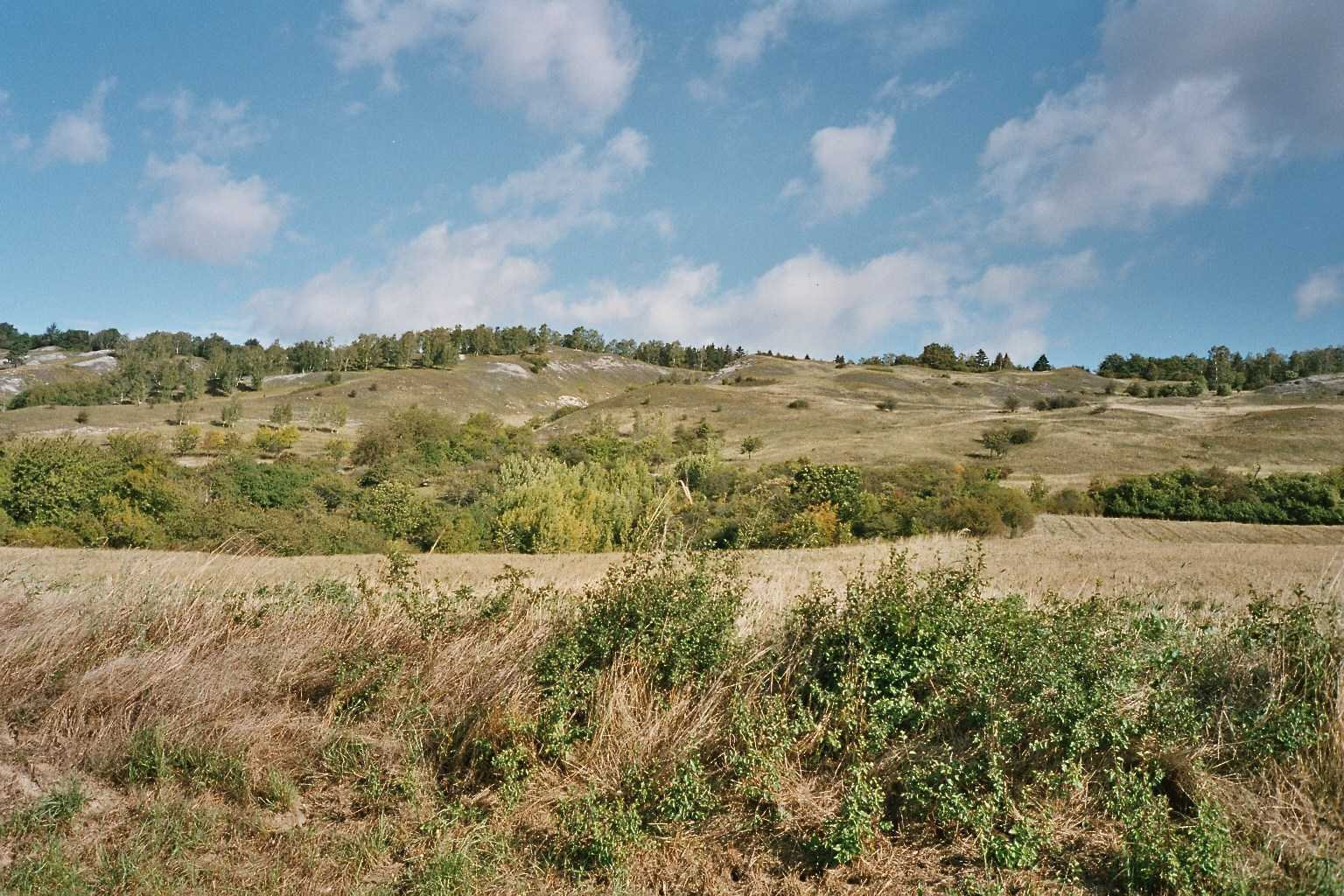
Durch Verkarstung unbewaldete Kyffhäuserhänge

Zu den Bergen und Erhebungen im Kyffhäuser gehören – sortiert nach Höhe in Meter über Normalhöhennull (NHN); in der Regel bzw. wenn nicht anders genannt laut
- Kulpenberg (473,6 m[3]), Gemarkung Steinthaleben mit Sender Kulpenberg (Fernsehturm; 94 m) und nahem Dorf Rathsfeld und naher Wüstung Rathvelde, etwa zwei Kilometer südlich
- Kyffhäuserburgberg (ca. 439,7 m), südwestlich von Tilleda, südlich von Sittendorf, Gemarkung Steinthaleben mit Kyffhäuserdenkmal mit nahem Bodenbild am Kyffhäuser, etwa einen Kilometer nördlich, in der Gemarkung von Sittendorf; außerdem mit Ruinen der Reichsburg Kyffhausen (Ober-, Mittel- und Unterburg)
- Berg der Rothenburg (ca. 350 m), südöstlich von Kelbra, Gemarkung Steinthaleben
- Altendorfer Klippen (424,1 m), südlich von Kelbra, Gemarkung Steinthaleben, untere Hälfte des Nordhangs Gemarkung Kelbra
- Falkenburg (282,7 m), Gemarkung Rottleben mit naher Ruine Falkenburg, ca. 610 m südsüdwestlich und mit naher Barbarossahöhle, ca. 630 m südwestlich
- Kattenburg (ca. 276 m), nordwestlich von Bad Frankenhausen mit nahem Erdfall Äbtissinnengrube

- Schlachtberg (271,0 m), nördlich von Bad Frankenhausen mit Bauernkriegspanorama (Panoramamuseum Bad Frankenhausen), mit Thomas-Müntzer-Gedenkstätte und mit nahem Hausmannsturm (Frankenburg), ca. 800 m südlich
- Königsberg (ca. 250 m), nordöstlich von Rottleben mit naher Prinzenhöhle, ca. 500 m westlich
- Kosackenberg (222,7 m), nordwestlich von Bad Frankenhausen mit Opferhöhlen
- Pfingstberg (ca. 196 m), am südlichen Ortsrand von Tilleda mit Königspfalz Tilleda mit bei der Pfalz befindlicher Schusterhöhle

→ siehe auch Kyffhäuser auf der Liste von Bergen und Erhebungen in Thüringen

### Gewässer
Das Kyffhäusergebirge liegt vollständig im Einzugsgebiet der Unstrut und somit der Elbe (via Saale). Der nördliche Teil entwässert zur Helme und Kleinen Helme. Das diesbezüglich bedeutendste (weil einzig ganzjährig wasserführende) Gewässer ist der Wolweda-Bach, der am Nordwesthang der Kautsberge entspringt, von dort in nordöstlicher Richtung durchs Wolweda-Tal zwischen Kyffhäuserburgberg und Gietenkopf abfließt und schließlich bei Tilleda in die Kleine Helme mündet. Die Helme, die nordwestlich des Kyffhäusers im Helmestausee Talsperre Kelbra aufgestaut ist, fließt von dort nach Osten und passiert dabei nördlich die dem Kyffhäuser vorgelagerten Anhöhen der Sittendorf–Brückener Heide.
Das Gebiet südlich des Gietenkopfs und östlich des Rathsfelds wird vom Kyffhäuserbach entwässert.
Der Süden entwässert zur Kleinen Wipper und der Westen zum Badraer Bach/Thaleber Bach, der Hauptzubringer zur Kleinen Wipper. Die Täler und Auen, in denen diese Gewässer fließen, trennen das Kyffhäusergebirge physisch nach Westen von der Windleite und nach Süden vom östlichsten Abschnitt der Hainleite.

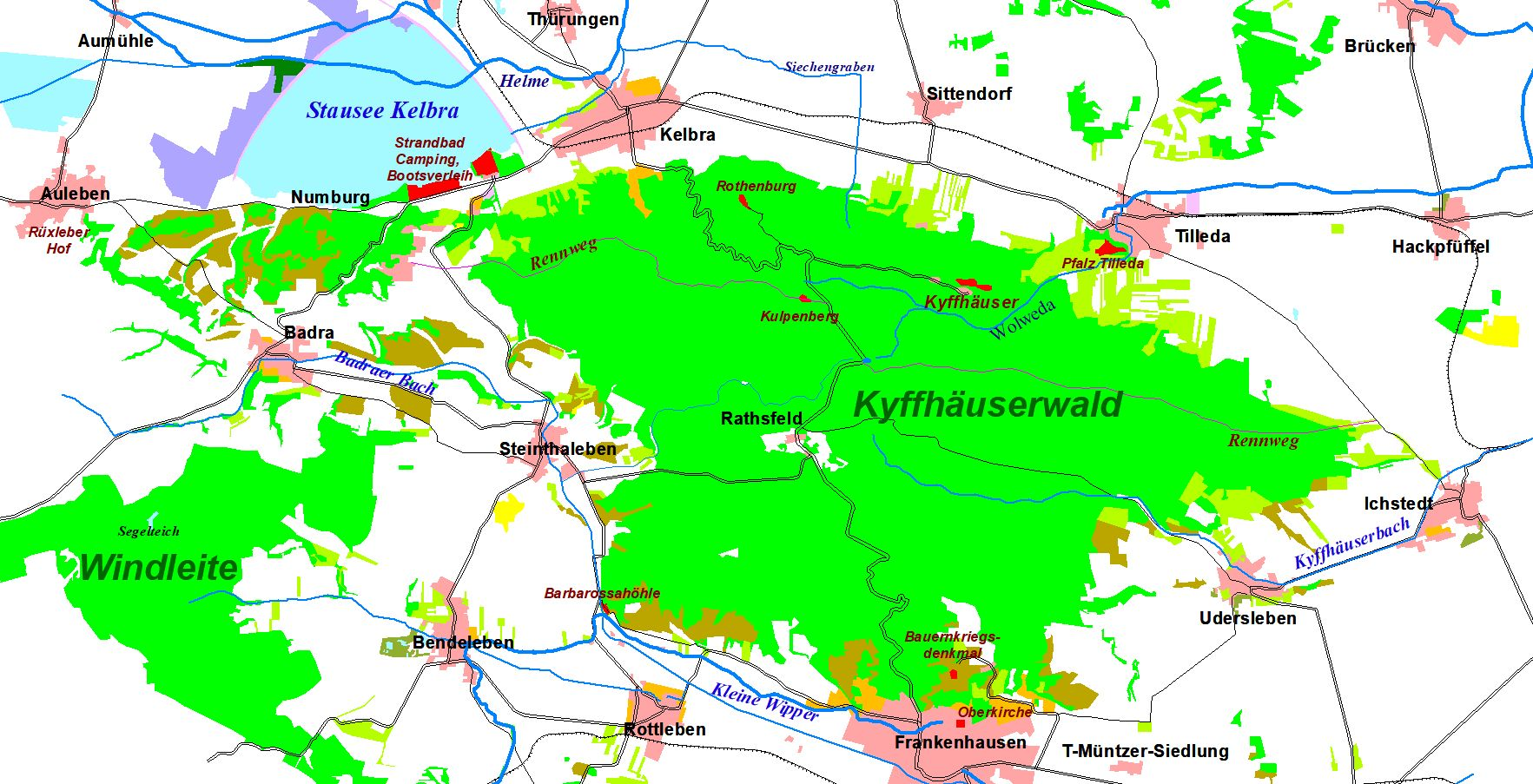
Bodennutzung: grün = Wald; helles gelbgrün = Streuobstwiesen; braungrün = Trockenrasen auf Kalkbergen; orange = Gärten; rosa = Ortschaften; rot = Touristisches Interesse

Bis auf den Wolweda-Bach sind alle genannten Bäche linksseitige direkte Zuflüsse der Unstrut, in die sie allesamt östlich des Kyffhäusers bei Artern einmünden.

## Geologie
Das Kyffhäusergebirge ist geologisch eine Pultscholle, die vorzugsweise entlang von Störungen an ihren nördlichen Rändern aus dem Untergrund herausgehoben wurde. Ursächlich für die Hebung war, ebenso wie für die Hebung der übrigen deutschen Mittelgebirge, die Fernwirkung der jüngeren Phasen der Alpenbildung in Kreidezeit und Tertiär. Die betreffenden Störungen sind die herzynisch (NW-SE) streichende Kyffhäuser-(Nordostrand-)Störung, die den nordwestlichen Abschnitt der Kyffhäuser-Crimmitschauer Störungszone bildet, und die variszisch (Nordost-Südwest) streichende Kelbra-Störung. Durch die Hebung erscheint der Kyffhäuser im Kartenbild als Enklave paläozoischer Gesteine im Norden des ansonsten von Gesteinen der Trias geprägten Thüringer Beckens.
Ganz im Norden des Kyffhäusers, nahe dem Kreuzungsbereich von Kyffhäuser-Störung und Kelbra-Störung, wo die stärkste Hebung (ca. 1000 m) erfolgte, ist in einem kaum mehr als 500 m breiten Streifen kristallines Grundgebirge freigelegt. Es handelt sich dabei um variszisch mittelgradig metamorph überprägte (Amphibolitfazies) altpaläozoische Sedimente und teils metamorphe, teils nur tektonisch deformierte unterkarbonische plutonische Gesteine. Dies sind im Wesentlichen Biotit-Plagioklas-Gneis (assoziiert mit Amphiboliten/Hornblende-Gneisen sowie Marmor, Kalksilikatfels und Metapeliten), Hornblende-Metagabbro (mit „Einschaltungen“ von Granodiorit-Gneis) und Diorit-Gneis, ein Komplex aus verschiedenen Granitoid-Gneisen, Syenit-Gneis und Hornblende-Diorit-Gneis (Borntal-Komplex) sowie lokal von muskovitführenden Pegmatit-Gängen durchschlagener foliierter Granit (Bärenkopf-Granit). Das Kyffhäuser-Kristallin wird regionalgeologisch der Mitteldeutschen Kristallinschwelle zugerechnet, die als ehemaliger vulkanischer Inselbogen interpretiert wird.
Nach Süden hin wird das Kyffhäuser-Kristallin – im Kartenbild annähernd konzentrisch – von unmetamorphen postvariszischen Sedimentgesteinen überlagert. Zunächst ist dies eine Abfolge von fluviatil-alluvialen überwiegend roten Molassesedimenten des jüngeren Oberkarbons (Stefanium; U-Pb-Datierung von Zirkonen aus einer Tufflage im höchsten Teil der Abfolge ergab ein Alter von 299 ± 3,2 Mio. Jahren), die eine maximale Mächtigkeit von 670 m aufweist. Lithostratographisch wird diese Abfolge als Kyffhäuser-Formation oder Siebigerode-Formation der Mansfeld-Subgruppe bezeichnet. Sie kann in einen unteren Abschnitt, der von Konglomeraten dominiert wird, und einen oberen Abschnitt, in dem feinkörnigere Ablagerungen (arkotischer Sand- und Silt-Tonstein) mindestens in etwa gleich häufig sind wie Konglomerate, gegliedert werden. Als Besonderheit enthält die Abfolge in verschiedenen Horizonten verkieselte Stämme von Cordaiten (Formgattung Dadoxylon). Interpretiert wird diese Abfolge als Ergebnis der Auffüllung eines relativ steilen Paläoreliefs durch Gebirgsflüsse mit anschließendem Übergang zur Sedimentation in einer eher schwach-reliefierten Flusslandschaft, jeweils unter semiariden Bedingungen. Die verkieselten Stämme werden als Treibhölzer interpretiert. Ablagerungsraum war die sogenannte Saale-Senke, ein Nordost-Südwest-streichendes Sedimentbecken am Nordrand des Variszischen Gebirges, das sich vom heutigen Fläming bis zum heutigen Thüringer Wald zog. Andernorts oberflächlich anstehende Zeugnisse dieser Senke sind die Gesteine des Halleschen Porphyrkomplexes.
Die Schichten des Stefaniums werden mit ausgiebiger Schichtlücke von einer geringmächtigen (ca. 15 m) Abfolge von Konglomeraten überlagert, die dem Oberrotliegend zugeordnet wird (Eisleben-Formation, „Mansfelder Porphyrkonglomerat“) und auch nur im Südosten des Kyffhäusers, bei Udersleben, zusammenhängend ansteht. Das Rotliegend wird von den überwiegend aquagenen (chemischen) Sedimenten des Zechsteins überlagert, die am Südrand des Kyffhäusers in einem weiten Bogen von der Badraer Schweiz im Westen bis Ichstedt im Osten ausstreichen. Dabei handelt es sich in erster Linie um die sulfatischen (Anhydrit, oberflächennah in der Regel aufgequollen zu Gips) und karbonatischen (Dolomit) Anteile der Werra- und Staßfurt-Folge. Der vergleichsweise leicht lösliche Zechstein-Gips ist stark verkarstet (Gipskarst), sodass das Gelände engräumig in Mulden und Kuppen gegliedert ist. Als besonders eindrucksvolles Zeugnis der Subrosionsvorgänge gilt die ca. 800 m lange Barbarossahöhle bei Rottleben, die „nicht allein einen besonderen Publikumsmagneten, sondern auch ein wertvolles geologisches Forschungs- und Referenzobjekt darstellt.“  Der Kupferschiefer (und vielmehr noch das liegende Sanderz) an der Basis der Werra-Folge war historisch mindestens vom 17. bis ins frühe 20. Jahrhundert Ziel bergbaulicher Aktivitäten.

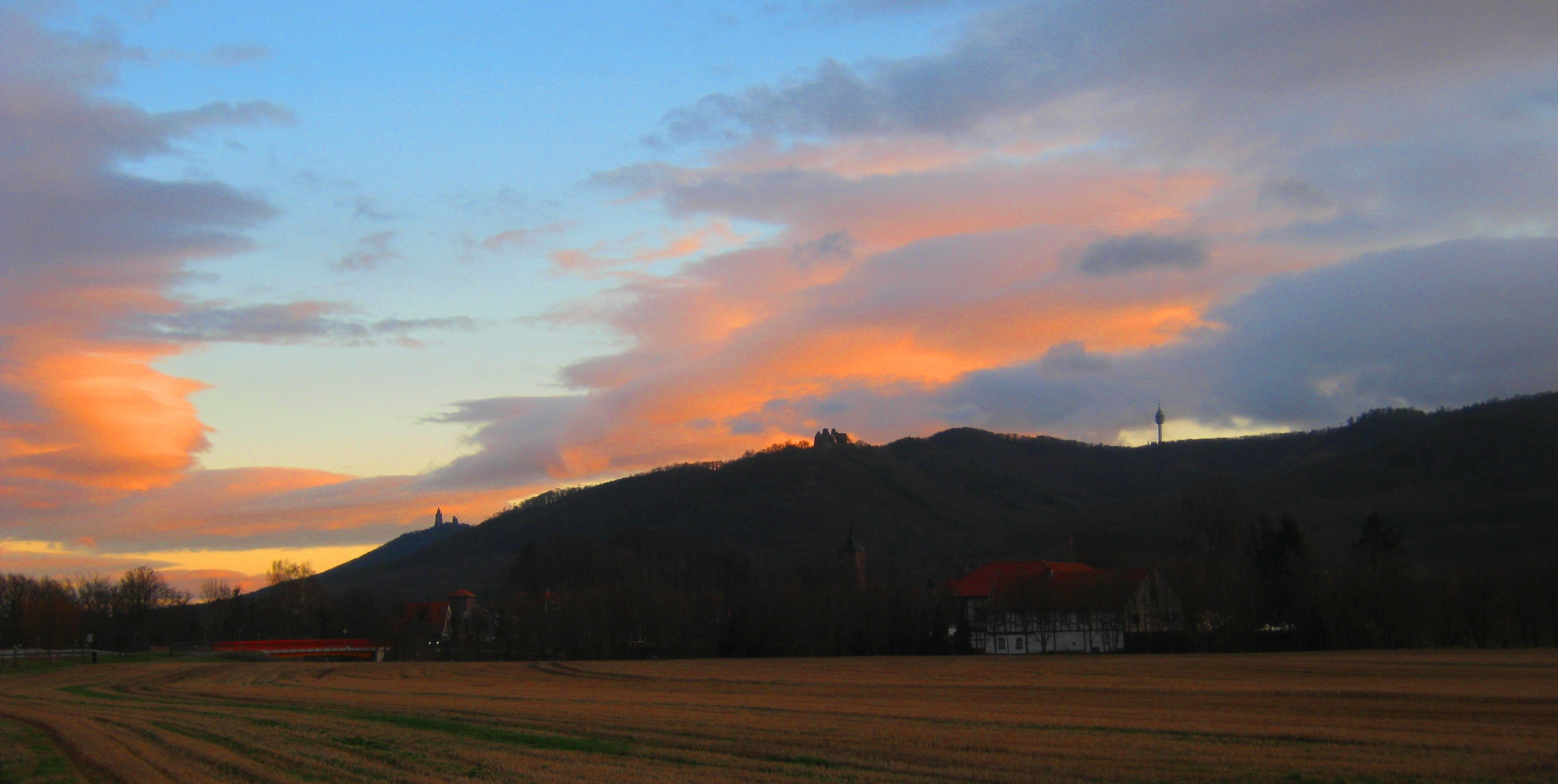
Das Kyffhäusergebirge von Nordwesten (von Kelbra aus)

Südwestlich und südöstlich des Kyffhäusers finden sich bei Steinthaleben bzw. Esperstedt, eingesenkt in den Buntsandstein, braunkohleführende Ablagerungen des sogenannten Kyffhäuser-Tertiärs (Eozän bis Pliozän).

### Geopark Kyffhäuser
Das Kyffhäusergebirge bildet den zentralen Teil des Geoparks Kyffhäuser, welcher sich auf 833 km² erstreckt und die benachbarten Landschaften mit einschließt, wie die Südhälfte der Goldenen Aue, mit dem vollständigen Kyffhäusergebirge, die vollständige Windleite, Diamantene Aue, die gesamte Hainleite östlich von Straussberg bis zur Thüringer Pforte bei Sachsenburg, einschließlich der weiter östlich befindlichen Schmücke, Schrecke, Bottendorfer Höhe und der Finne bis zur (westlich der) Linie Wiehe - Lossa - Rastenberg. Das bedeutet, dass sich im Geopark auch das Unstruttal zwischen Etzleben bis zum Wendelstein befindet, einschließlich dem gesamten Wippertal zwischen Kleinfurra bis zur Mündung in die Unstrut. Somit bilden Teile des nördlichen Thüringer Beckens zwischen Frömmstedt bis Rastenberg den äußersten Süden des Gebietes, die Helme zwischen Uthleben und Katharinenrieth bildet in etwa die Nordgrenze.

## Naturräumliche Zuordnung
Als Kyffhäusergebirge wird im Handbuch der naturräumlichen Gliederung Deutschlands die 72 km² große naturräumliche Haupteinheit 486 der Haupteinheitengruppe 47/48 Thüringer Becken (mit Randplatten) bezeichnet. Es umfasst sowohl den steileren und höheren, aus Kristallin und permokarbonischer Molasse aufgebauten Nordteil als auch die nach Süden anschließende, von Karbonat- und Sulfatgesteinen des Zechsteins geprägte Abdachung (vgl. Geologie).
Das Bundesamt für Naturschutz (BfN) gibt im Landschaftssteckbrief für den Kyffhäuser die Fläche etwas abweichend mit 81 km² an.
Zuordnung in der TLUG-Gliederung
In der rein innerthüringischen Gliederung Die Naturräume Thüringens der Thüringer Landesanstalt für Umwelt und Geologie (TLUG) wird das Kyffhäusergebiet in zwei Einheiten geteilt: Die Einheit 1.2 Kyffhäuser umfasst mit ca. 30 km² als Untereinheit der Einheit 1. Mittelgebirge nur die Hochlagen im Norden. Die Einheit 7.2 Zechsteingürtel am Kyffhäuser umfasst mit ca. 50 km² als Untereinheit der Einheit 7. Zechsteingürtel an Gebirgsrändern die südliche Abdachung einschließlich des westlichen Ausläufers (Badraer Schweiz) des Kyffhäusers sowie ein kleines sich südöstlich anschließendes Gebiet auf jüngeren prä-quartären Gesteinen.

## Klima
Das Klima im und um das Kyffhäuser ist relativ mild und profitiert von milderen Klima des Thüringer Beckens. Es fallen nur geringe Mengen an Niederschlag, im Durchschnitt 634 mm, was mit der Lage im Lee des Harzes und der generellen Regenschatten von Harz, Thüringer Wald und dem Hessischen Bergland zu begründen ist.

## Vegetation
Der Wald besteht vorwiegend aus naturnahem Mischwald mit Buchen (Fagus sylvatica), Eichen (Quercus petraea, Quercus robur), Hainbuchen (Carpinus betulus), Birken (Betula pendula) und auch kleineren Flächen von gepflanzten Koniferen, wie Fichten (Picea abies), Rotkiefer (Pinus sylvestris) und in geringeren Flächen auch Schwarzkiefern (Pinus nigra), letztere vor allem an den Kalksteinhängen am Südhang bei Rottleben und Bad Frankenhausen, aber auch im Kelbraer Stadtwald am Nordhang der Altendorfer Klippen, am Westhang der Rothenburg, am Hüfler bei Kelbra und auf der Gipshöhe südlich der Taternlinde (Solquelle) bei Auleben.
Zusammenhängende Eichenwälder gibt es auf dem Kyffhäuserburgberg, dem Berg der Rothenburg und dem nordwestlichen Teil der Altendorfer Klippen, mit vielen wertvollen Altbeständen, aber auch Wiederaufforstungen mit jungen Eichen.
Überall im Kyffhäuserwald gibt es spontan wachsende Lärchen und Hänge-Birken als schnellwachsende Pionierpflanze an sonnigen Stellen, auf Kahlschlägen, Weg- oder Waldrändern und unbebauten Flächen. An Waldrändern und natürlichen Verbuschungen von nicht mehr landwirtschaftlich genutzten Flächen kann man auch Büsche von Holunder, Haselnuss, Robinien und Weißdorn, an offenen Stellen auch Hagebutte und Schlehe, manchmal auch Brombeere finden. An den Kalk- und Gipsbergen im Süden und Westen des Kyffhäusergebirges gibt es größere Flächen von Trockenrasen, auf welchen aber auch die Hagebutte, Birke und Kiefer sich manchmal spontan verbreitet. Rings um das Kyffhäusergebirge gibt es vor allem in der Nähe der Dörfer an Hanglagen ausgedehnte Streuobstwiesen mit traditionellen Arten von Kirschen, Äpfeln, Birnen, und Zwetschgen. Oftmals werden die Bäume nicht abgeerntet, und so steht viel Futter für das Wild zur Verfügung. An feuchteren offenen Standorten findet man Vogelbeere, Schneeball (Viburnum opulus) und an ungestörten Plätzen auch größere Eschen, Ulmen (Ulmus glabra) und Linden.

## Naturschutzgebiete
Innerhalb des Kyffhäusergebirges und in unmittelbarer Umgebung befinden sich die folgenden Naturschutzgebiete.
Natura 2000 FFH (Flora und Fauna Habitat) – Schutzgebiet: „Kyffhäuser – Badraer Schweiz – Solwiesen“ (DE- 4632-302) mit 33,82 km² Fläche. Innerhalb dieses Schutzgebietes befinden sich die folgenden Naturschutzgebiete:
- Badraer Schweiz – Schlossberg – Solwiesen: mit 5,415 km²; CDDA 165 431
- Badraer Lehde – Grosse Eller, mit 0,819 km², CDDA 162 322
- Rothenburg: mit 4,023 km², CDDA 14 472
- Süd-West-Kyffhäuser, mit 8,317 km², mit CDDA 319 180
- Süd-Ost-Kyffhäuser, mit 4,429 km², mit CDDA 319 179
- Ichstedter Lehde mit 3,521 km², mit CDDA 318 585
- außerdem dazwischenliegende Gebiete, wie die Altendorfer Lippen, die Gipsberge östlich und nördlich von Steinthaleben und die Hänge nördlich von Udersleben, welche noch keinen Naturschutzgebietsstatus haben, aber Teil des oben genannten Natura 2000 Gebietes darstellen. Es wird ein zusammenhängender Polygon gebildet, welcher den gesamten Norden, Westen und Südosten des Kyffhäusergebirges umfasst.[22][23]

Vogelschutzgebiete
- Helmestausee Berga-Kelbra, mit 7,84 km², CDDA 4531-401 (entspricht dem Ramsar-Schutzgebiet 176 auf Territorium Sachsen Anhalts)
- Kyffhäuser – Badraer Schweiz – Helmestausee, mit 37,81 km², CCDA 4531-403, entspricht dem Ramsar-Schutzgebiet 176 auf Territorium Thüringens, außerdem das FFH-Gebiet „Kyffhäuser – Badraer Schweiz – Solwiesen“ mit all seinen Naturschutzgebieten
- Dickkopf – Bendeleber Forst – Gatterberge, mit 12,26 km², in der östlichen Windleite westlich von Bendeleben und dem Naturschutzgebiet Gatterberge (0,444 ha, CDDA 318 426)
- Helme-Unstrut-Niederung, mit 17,65 km², CCDA 4633-420, mit dem Feuchtgebieten zwischen Esperstedt und Seehausen (Esperstedter Wiesen), südlich von Ringleben und östlich von Artern (Dreieck Artern-Kalbsrieth – Heygendorf)

Das bedeutet, dass in und um den Kyffhäuser herum 57,91 km² Schutzgebiete existieren.
Naturpark
- Naturpark Kyffhäuser, mit 8,317 km², mit gesamten Kyffhäusergebirge, der nordwestlichen Windleite (nördlich der Straße Badra-Sondershausen), der Esperstädter Wiesen, der gesamten Gemarkungen der Ortschaften Badra, Steinthaleben, Bendeleben, Rottleben, Göllingen, Hachelbich, Günseode und Udersleben; die gesamte bewaldete Fläche der Hainleite zwischen Grossfurra-Immenrode bis zur Thüringer Pforte (ohne Truppenübungsplatz des MSR16)

Landschaftsschutzgebiete
- LSG Helmestausee Berga-Kelbra, mit 10,97 km²; CDDA 321 537; nur auf Territorium Sachsen Anhalts. Dieses Landschaftsschutzgebiet enthält das entsprechende Ramsargebiet, außerdem alles was sich westlich der Straße Berga-Kelbra und südlich der Straße Kelbra-Tilleda und auch südlich des Ramsargebietes des Stausees befindet bis an die Landesgrenze. Dazu gehören auch die Streuobstwiesen und Wälder südlich Kelbras, Sittendorfs und Tilledas.
- LSG Kyffhäuser: mit 54,75 km², CDDA 322 381, nur auf Territorium Thüringens: im Bereich der Goldenen Aue enthält es das entsprechende Ramsargebiet, erweitert bis an die Ortschaften Heringen und Hamma heran, im gebirgigen Bereich schließt es den gesamten thüringischen Teil des Kyffhäusergebirges ein, einschließlich der Numburger Berge.

Beide Landschaftsschutzgebiete bilden eine Einheit, einen gemeinsamen Polygon von 65,72 km².
Ramsar-Schutzgebiet 176

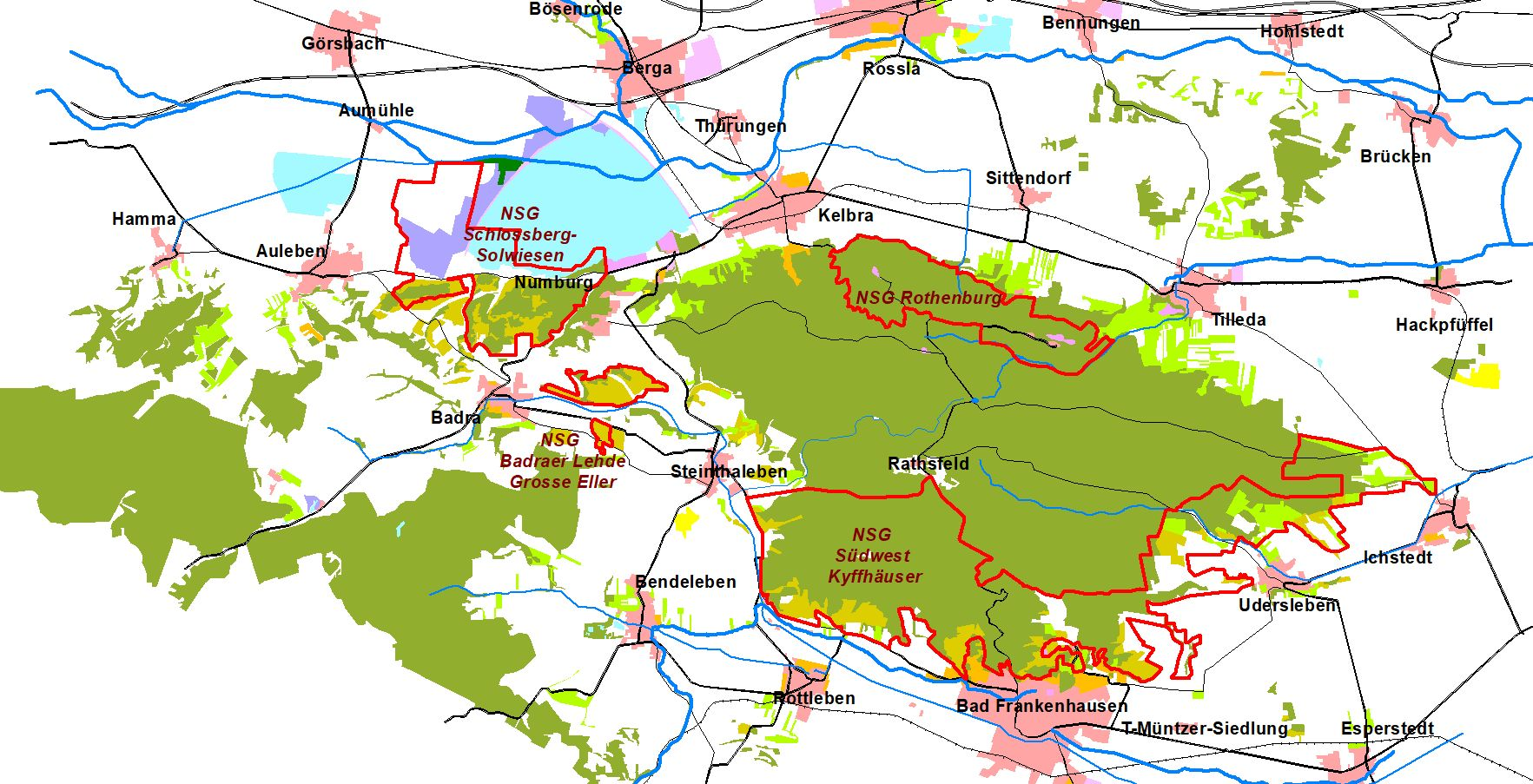
In roter Umrandung erscheinen die traditionellen Naturschutzgebiete

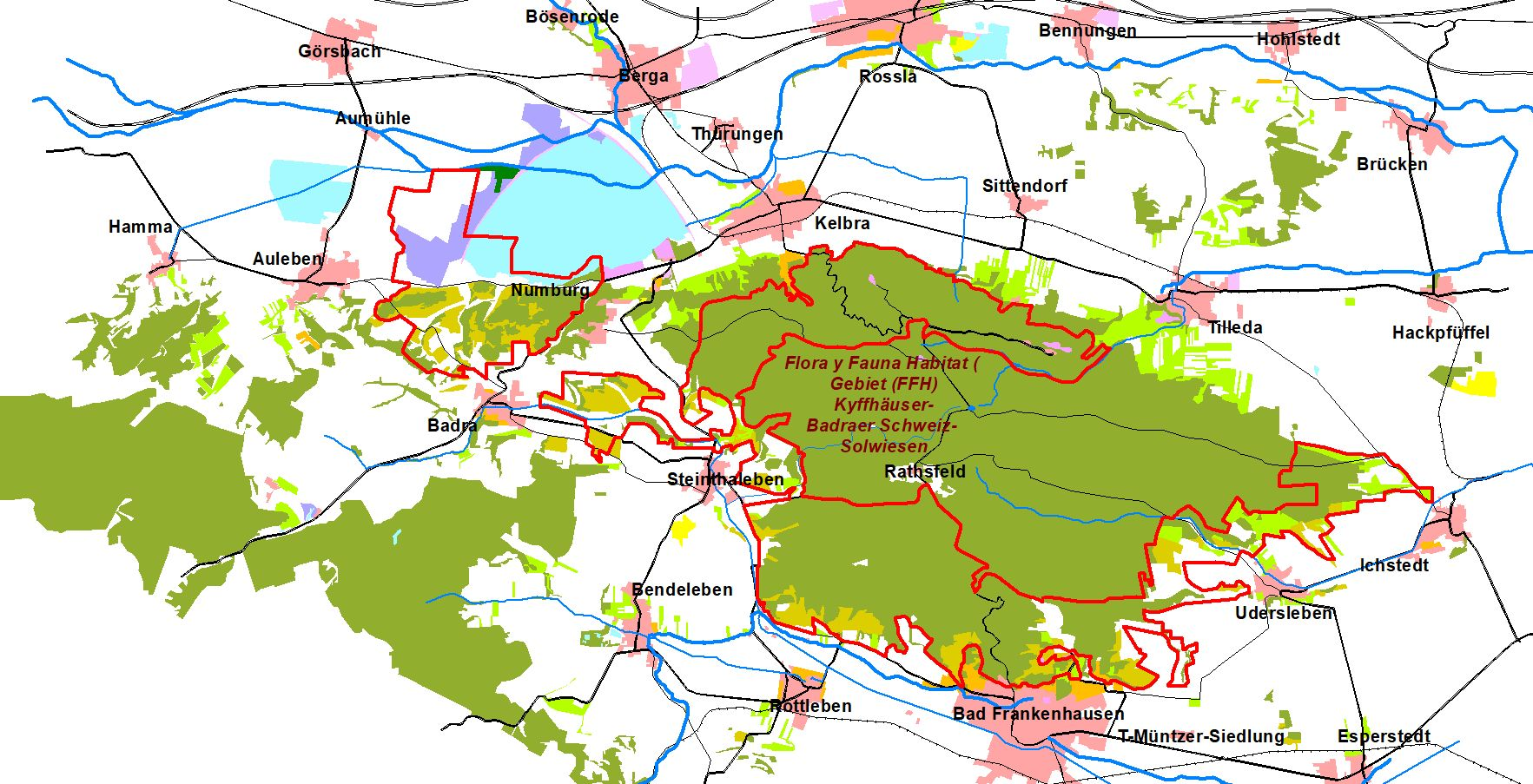
Grün = Wald; gelbgrün = Streuobstwiesen; braungrün = Trockenrasen auf Kalkbergen; orange = Gärten; rosa = Ortschaften

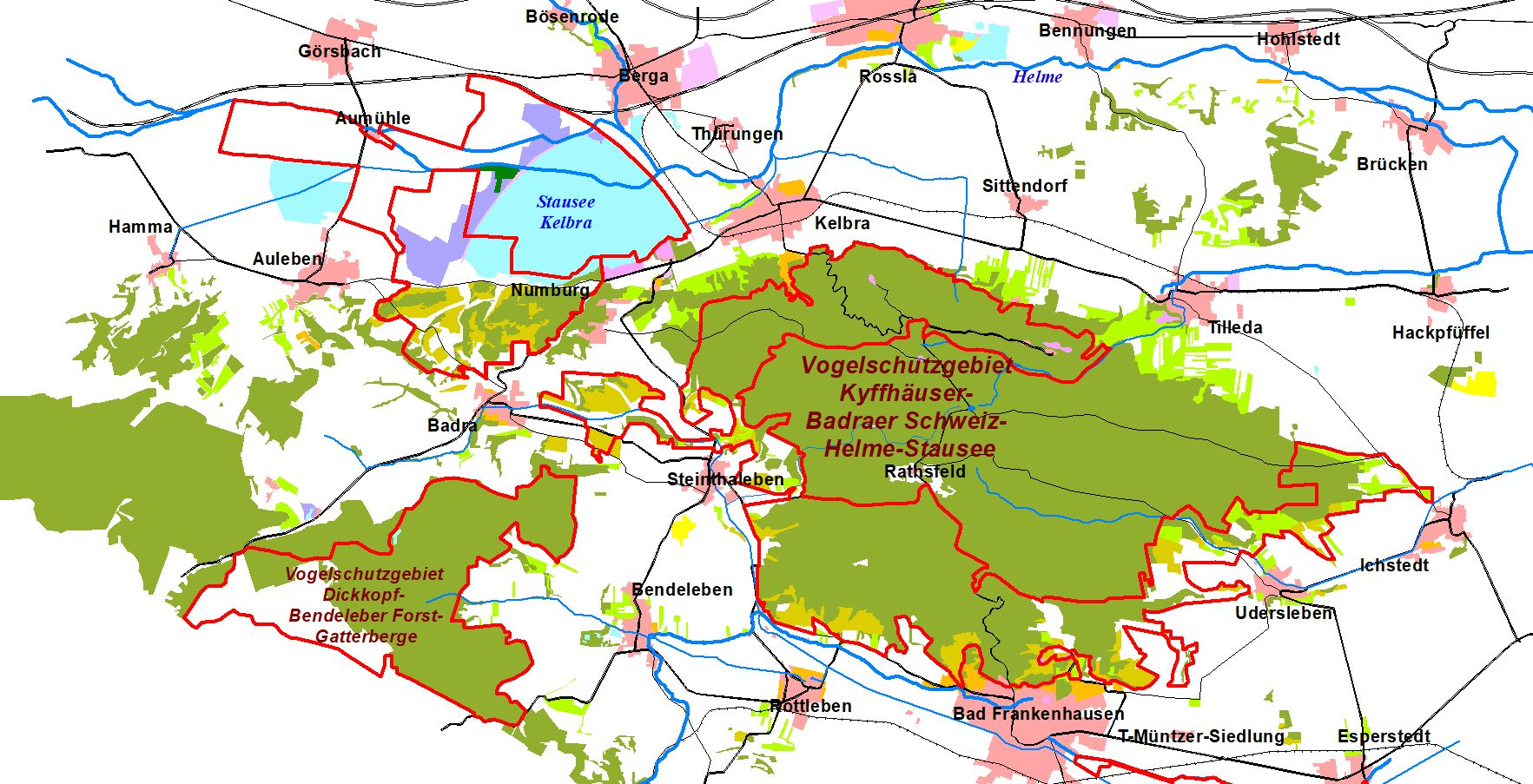
Grün = Wald, gelbgrün = Streuobstwiesen, braungrün = Trockenrasen auf Kalkbergen, orange = Gärten, rosa = Ortschaften

Das internationale Ramsar-Schutzgebiet Nummer 176, Helmestausee Berga-Kelbra gibt es bereits seit 1978 und steht unter der Ramsar-Konvention. Es enthält des gesamten Stausee Kelbra mit dem sich westlich anschließenden ausgewiesenen Überschwemmungsgebieten nördlich von Auleben. Die gesamte Fläche beträgt 14,53 km². Die meisten Teile dieses Schutzgebietes stimmen mit den oben genannten Natur- und Landschaftsschutzgebieten überein.

## Historische Bauten und Denkmäler

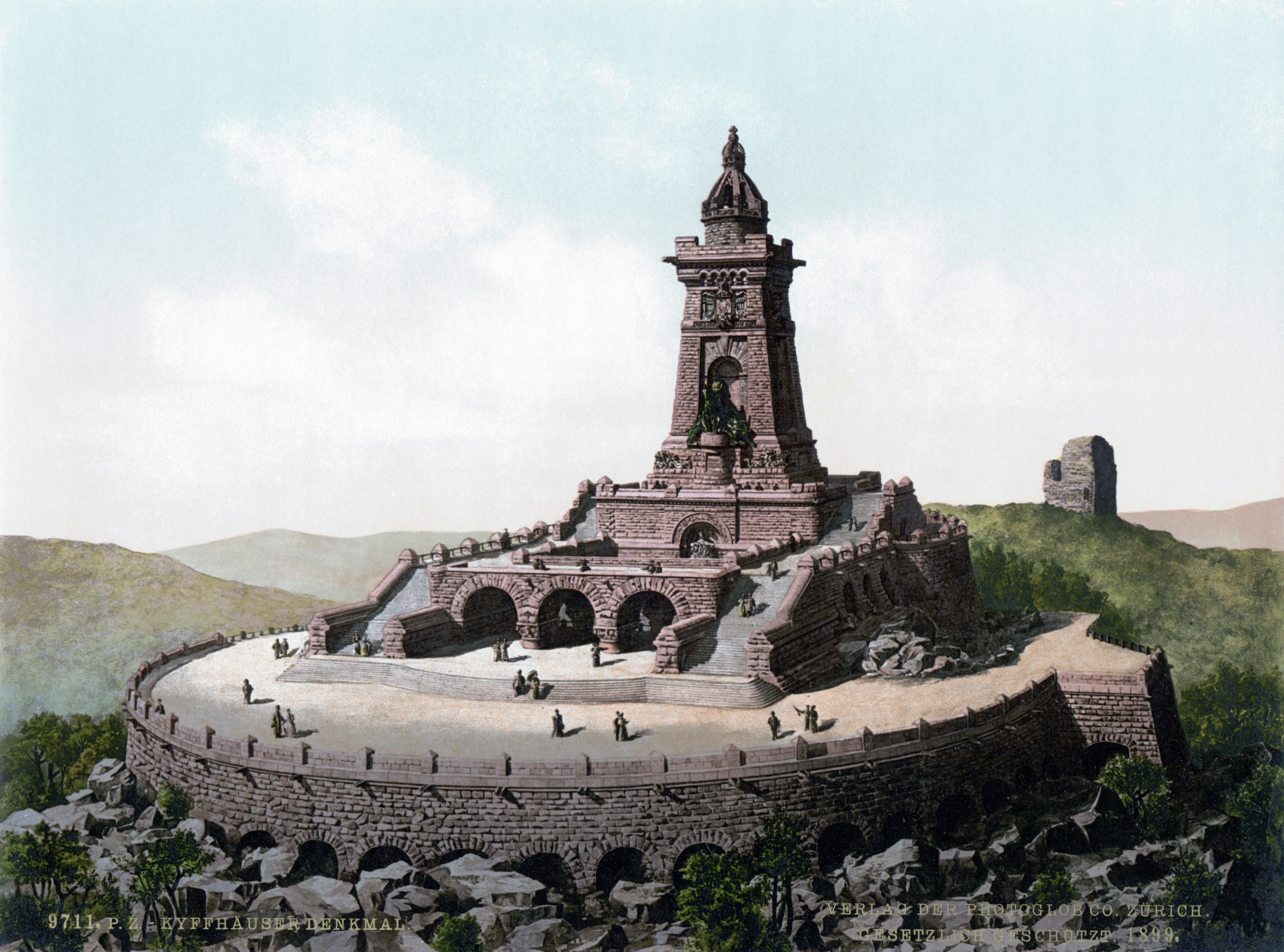
Kyffhäuserdenkmal um 1900

Auf dem Kyffhäuserburgberg wurde zwischen 1890 und 1896 oberhalb der 972 erstmals erwähnten Pfalz Tilleda das auch Barbarossadenkmal genannte Kyffhäuserdenkmal auf den Ruinen der Reichsburg Kyffhausen gebaut. Das 81 m hohe Monumentaldenkmal wurde von Bruno Schmitz entworfen, der später auch das Völkerschlachtdenkmal in Leipzig gebaut hat. Neben dem Denkmal sind auch noch Reste der Reichsburg Kyffhausen mit dem tiefsten Burgbrunnen der Welt mit einer Tiefe von 176 m zu sehen. Dieser Brunnen wurde ohne Zuhilfenahme eines Lots abgeteuft, der Vortrieb ist leicht nach Norden abgedriftet. Gut wiederhergerichtet sind die Unterburg mit dem Stumpf eines ehemals etwa 30 m hohen Bergfrieds, der Ruine der ehemaligen Wallfahrtskapelle Zum Heiligen Kreuz und der umgebenden Ringmauer in Originalhöhe. Die Mittelburg ist weitgehend zerstört, ihren Platz nimmt heute das gewaltige Kyffhäuserdenkmal ein. Erhalten sind aber das Erfurter Tor und der oben genannte tiefe Brunnen. Ganz im Westen wieder stabilisiert und weithin sichtbar ein 17 m hoher Teil des Bergfrieds der Oberburg, Barbarossaturm genannt.
Der Begriff „Kyffhäuser“ wird oft als Synonym für das Kyffhäuserdenkmal benutzt.
Außerdem sehenswert ist die Barbarossahöhle bei Rottleben. Ferner befindet sich auf einem steilen Bergvorsprung am Nordrand des Kyffhäusergebirges die Burgruine Rothenburg mit einer 1906 errichteten Bismarcksäule. Das Jagdschloss Rathsfeld wurde in den Jahren 1697 bis 1698 für Anton Graf von Schwarzburg-Rudolstadt erbaut. Es gab aber einen Vorgängerbau an dieser Stelle. Das Jagdschloss ist ein Dreiflügelbau mit einem Corps de Logis und hat eine Wohnfläche und Nebennutzfläche von etwa 5000 m², 168 Fenster und 80 Türen.
Am Südrand des Kyffhäuser nahe Bad Frankenhausen erinnert das in einem Rundbau untergebrachte Monumentalgemälde Frühbürgerliche Revolution in Deutschland (auch Bauernkriegspanorama genannt) an die Entscheidungsschlacht im Deutschen Bauernkrieg, die am 15. Mai 1525 stattfand. Das Bild wurde von 1983 bis 1987 vom Leipziger Künstler Werner Tübke zusammen mit zahlreichen Helfern gemalt. Mit seinen 123 m Breite und 14 m Höhe gehört es zu den größten Tafelbildern der Welt. Ebenso hier auf selbiger Höhe, aber etwas näher an der Stadt steht der alte Hausmannsturm.
Andere Bauten in Bad Frankenhausen die schiefe Oberkirche (Unserer Lieben Frauen vom Berg) zu Bad Frankenhausen, mit 4,6 m Überhang schiefer als der Schiefe Turm von Pisa; außerdem das Residenzschloss der Grafen von Schwarzburg-Rudolstädter Unterherrschaft Bad Frankenhausen (siehe Liste der Kulturdenkmale in Bad Frankenhausen)
In Kelbra gibt es die Sankt Georgi Kirche des ehemaligen Zisterzienserinnenklosters Kelbra mit ihrer 1000-jährigen Linde auf dem Kirchplatz, ebenso das Fachwerk-Rathaus von 1777; die alte Pfarre mit dem Heimatmuseum, welches gleichzeitig das älteste Haus in Kelbra darstellt; die Ruine des Schlosses Kelbra mit Bergfried aus dem 12. Jahrhundert, in welcher einst die Grafen von Hohnstein-Kelbra residierten, mit Resten der alten Stadtmauer. Die Kirche St. Martini im Ortsteil Altendorf aus dem 11. Jahrhundert mit Umbau von 1357; als romanische Wehrkirche wohl eins der ältesten Kirchen überhaupt in der Goldenen Aue. Ein Umbau erfolgte 1357, außerdem das große Fachwerkhaus der Schmidtschen Stiftung (siehe Liste der Kulturdenkmale in Kelbra).
In Tilleda steht auf dem Pfingstberg die Pfalz Tilleda, ganz in der Nähe ist in einem alten Fachwerkhaus das Streuobstzentrum Tilledas untergebracht. Im Ort befindet sich die romanisch gotische Kirche San Salvator und das alte Gasthaus „Zur Gabel“, in welcher sich schon Johann Wolfgang von Goethe niederließ, um die damals wüst gelegene Ruine der alten Reichsburg Kyffhausen zu besuchen.
Die hier bisher nicht direkt genannten Dörfer Sittendorf mit seiner spätromanischen Kirchturm St. Lorenz aus dem 12. Jahrhundert, mit neuerem Schiff, Ichstedt mit der Alten Wehrkirche und der Dorfkirche St. Wigberti, Udersleben mit der Kirche St Galli aus der 2. Hälfte des 12. Jahrhunderts, Rottleben mit seiner Kirche St Johannes, Bendeleben mit dem Ueckermannschen und dem Neuen Schloss, Schlosspark, Rokoko-Orangerie von 1770 und der Kirche St. Pankratius, Steinthaleben mit dem alten Pfarrhaus und der Kirche St Dionysius und Badra mit der Kirche St. Spiritus: sämtliche Dörfer mit ihren teils sehr alten Fachwerkhäusern, alten Scheunen und kleinen Dorfkirchen. stellen in ihrer Gesamtheit ein Bau-Ensemble dar, welches sich in die Landschaft des Kyffhäusergebirges harmonisch einfügt, und trotzdem jedes für sich eine unwiederholbare Eigenheit darstellt.

## Kyffhäusersagen

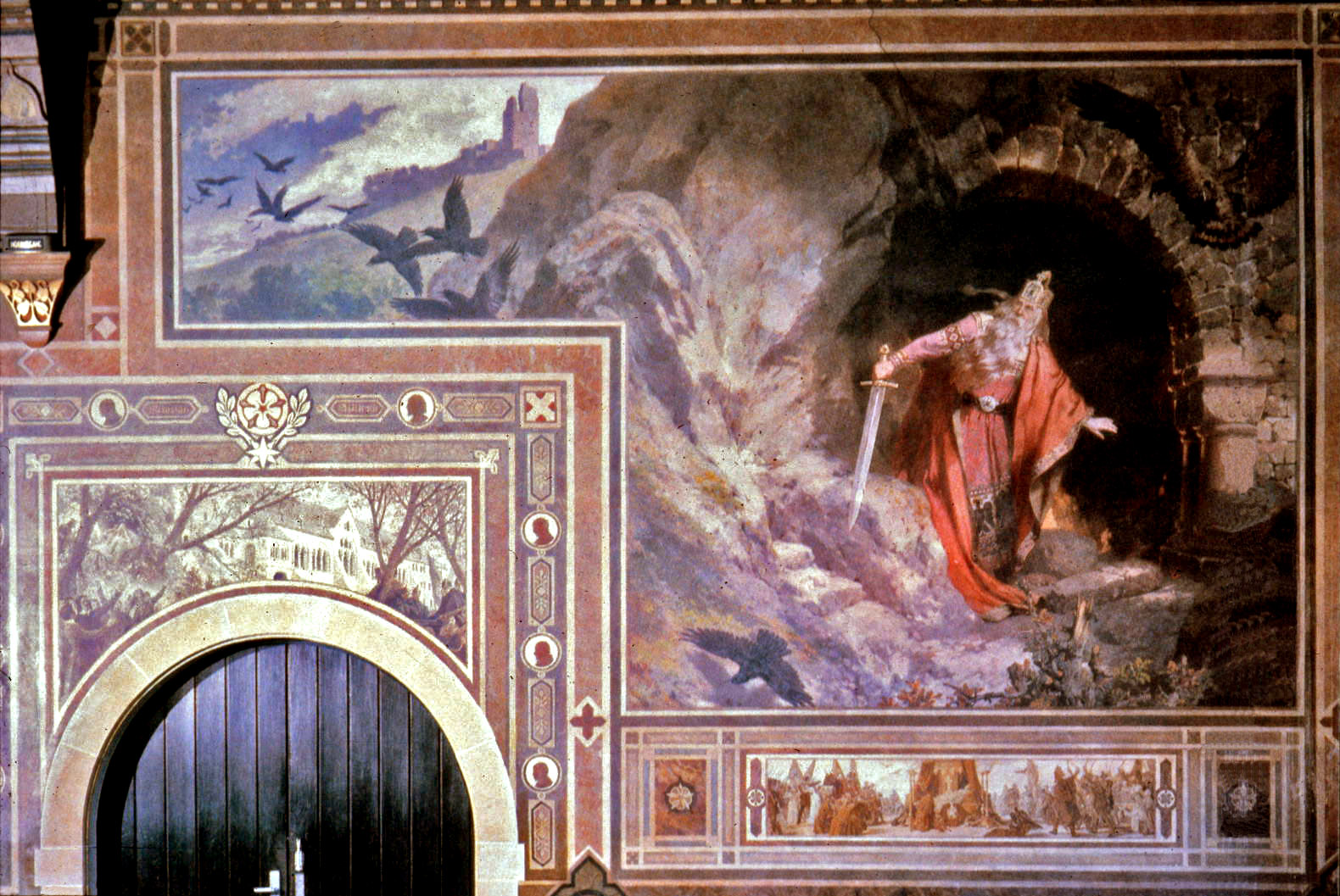
Barbarossa erwacht – die Raben fliegen davon: Wandbild von Hermann Wislicenus im Bilderzyklus der Kaiserpfalz Goslar (um 1880), der die Kyffhäusersage auf die Reichsgründung von 1871 bezieht

Der Kyffhäuser ist der zentrale Punkt einer Sage der Bergentrückung, in der sich der über Jahrhunderte populäre Volksglaube an die Rückkehr eines Friedenskaisers ausdrückt. Nach dieser Sage schläft in einer Höhle des Kyffhäuserbergs der Kaiser Friedrich I., genannt Barbarossa, mitsamt seinen Getreuen, um eines Tages zu erwachen, das Reich zu retten und es wieder zu neuer Herrlichkeit zu führen.
Während er schläft, wächst sein Bart um einen Steintisch. Bis jetzt reicht er zweimal herum und wenn die dritte Runde beendet ist, beginnt das Ende der Welt. Alle hundert Jahre wacht der Kaiser auf, und wenn dann noch immer Raben um den Berg kreisen, schläft er für ein weiteres Jahrhundert. Sobald er erwacht, reitet er zum Walserfeld, wo der vertrocknete Walser Birnbaum, an welchen der Kurfürst von Bayern seinen Wappenschild hängt, wieder erblüht. Dort schlägt er die letzte Schlacht zwischen Gut und Böse, welche (hoffentlich) das Gute gewinnt. Doch wenn das „Böse“ gewinnt, wird es, laut der Sage, Feuer regnen, und die Reiter der Hölle werden dem Boden entsteigen und die Seelen aller sammeln.
In der Barbarossahöhle sollen Besucher mit viel Vorstellungsvermögen den Kaiser sehen können, wie er auf einer Bank sitzt und schläft. Sein roter Bart sei schon durch den steinernen Tisch gewachsen.
1421 ist der Volksglaube erstmals belegt, nach dem sich Friedrich II. in der Nähe des Berges Kyffhäuser verborgen halte. In der „Düringischen Weltchronik“ heißt es von „keisser Frederiche dem Ketzer“: „das her wander zu Kuffhussen yn Doringen uf dem wusten slosse“. Erst im 16. Jahrhundert wurde die Sage dann mehr und mehr auf Friedrich Barbarossa bezogen, später auch auf Karl den Großen. Vor allem im Mittelalter gab es immer wieder Hochstapler, die sich als auferstandener Kaiser ausgaben und viele damit täuschten. Das vielleicht bekannteste Beispiel hierfür ist Tile Kolup.
Johannes Praetorius und Johann Georg Leuckfeld erwähnten die Sage vom Kaiser Friedrich Barbarossa im Kyffhäusergebirge am Ende des 17. bzw. zu Beginn des 18. Jahrhunderts in einigen ihrer Bücher. Weitere überregionale Verbreitung fand die Sage jedoch in der ersten Hälfte des 18. Jahrhunderts durch die Schriften der beiden ortskundigen Schriftsteller Georg Henning Behrens und Johann Gottfried Gregorii alias Melissantes. Diese ausführlichen Fassungen waren den Brüdern Grimm für ihre Sammlung deutscher Sagen im Jahr 1816 genauso wie einigen Dichtern der Romantik bestens bekannt.
Besonders im 19. Jahrhundert wurden mit der Sage auch aktuelle politische Forderungen verknüpft. Vor der deutschen Einigung 1871 hegten viele Deutsche den Wunsch nach einem Nationalstaat, wie er nach damaliger Auffassung zu Zeiten Friedrichs I. existierte.

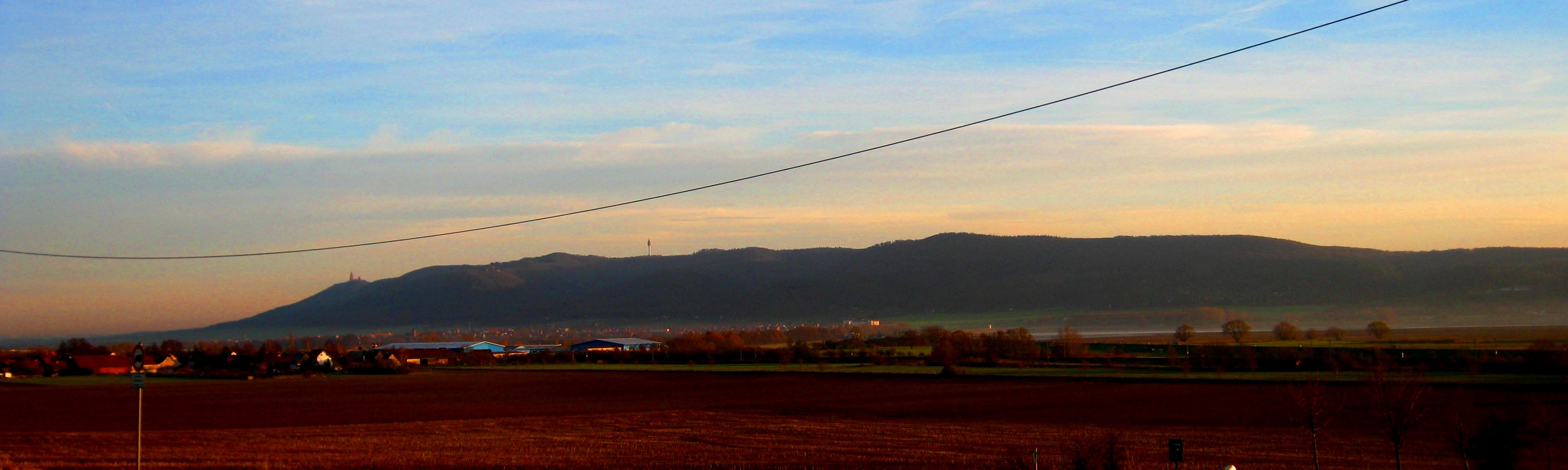
Das Kyffhäusergebirge in seiner Gesamtheit von Nordwesten

Eine der bekanntesten literarischen Bearbeitungen dieser Sage ist das 1817 von Friedrich Rückert verfasste Gedicht Barbarossa:
| Barbarossa | |
| Der alte Barbarossa, Der Kaiser Friederich, Im unterirdschen Schlosse Hält er verzaubert sich. Er ist niemals gestorben, Er lebt darin noch jetzt; Er hat im Schloß verborgen Zum Schlaf sich hingesetzt. Er hat hinabgenommen Des Reiches Herrlichkeit, Und wird einst wiederkommen, Mit ihr, zu seiner Zeit. Der Stuhl ist elfenbeinern, Darauf der Kaiser sitzt; Der Tisch ist marmelsteinern, Worauf sein Haupt er stützt. | Sein Bart ist nicht von Flachse, Er ist von Feuersglut, Ist durch den Tisch gewachsen, Worauf sein Haupt ausruht. Er nickt als wie im Traume Sein Aug halb offen zwinkt; Und je nach langem Raume Er einem Knaben winkt. Er spricht im Schlaf zum Knaben: Geh hin vors Schloß, o Zwerg, Und sieh, ob noch die Raben Herfliegen um den Berg. Und wenn die alten Raben Noch fliegen immerdar, So muß ich auch noch schlafen Verzaubert hundert Jahr. |

Die Sage wurde in der Literatur vielfach aufgegriffen, wie beispielsweise in dem Volksmärchen Der Schmied von Jüterbog von Ludwig Bechstein. Heinrich Heine persiflierte die Barbarossa-Sehnsucht in Deutschland. Ein Wintermärchen. Die Anthologie Tief im Schoße des Kyffhäusers (herausgegeben von Michael K. Brust und Gerald Höfer) bietet einen Überblick von Gedichten von der Romantik bis in die Gegenwart. Nach 1871 wurde der Kyffhäuser-Mythos nicht mehr auf die nationale Einigung bezogen, sondern vielmehr auf das Weltmachtstreben des deutschen Kaiserreichs unter Wilhelm II. (siehe Imperialismus). In diese Zeit fiel deshalb auch der Aufbau des Kyffhäuserdenkmals, welches nicht nur Friedrich Barbarossa zeigt, sondern auch Wilhelm I., den ersten Kaiser des Hohenzollernreichs, in Form eines Reiterstandbilds als Erben des Staufers präsentiert.
Nach anderen Versionen der Sage schläft der Kaiser im Trifels, im Untersberg oder im Ätna (auf Sizilien).
weitere Sagen:
- Ludwig Bechstein: Kaiser Friedrichs Gaben[37] (mehrere Sagenversionen zu Barbarossa im Kyffhäuser und auch mit Bezug zu Tilleda)

## Sport rund um den Kyffhäuser
Eine Attraktion am Kyffhäuser ist das jährlich ausgetragene Tourenwagen-Bergrennen, bei dem eine 3,8 km lange Strecke am Nordhang zwischen Kelbra und dem Kulpenberg vom Forsthaus zum Jungfern-Brunnen befahren wird.
Ein weiteres sportliches Ereignis ist der Kyffhäuser-Berglauf. Seit 1979 treffen sich Teilnehmer im April in Bad Frankenhausen. Es gibt einen Marathon, einen Halbmarathon sowie einen Vierzehnkilometerlauf und einen Sechskilometerlauf. Etabliert hat sich auch der Kyffhäuser-Bergtriathlon. Dabei wird im Stausee Kelbra geschwommen und beim anschließenden Radfahren der Anstieg zum Kyffhäuser bewältigt. Gelaufen wird dann wieder am Stausee-Zeltplatz. Außerdem ist der Kyffhäuser ein Ziel für Motorradfahrer. Während der Saison kommen bei schönem Wetter viele Biker extra zum Berg, um dort 36 Kurven bis zum Gipfel abzufahren.
Der Kyffhäuser ist ein bekanntes Wandergebiet. Folgende Wanderwege führen über den Kyffhäuser oder haben hier ihren Anfangs- bzw. Endpunkt:
- der Barbarossaweg, der in Korbach (Hessen) beginnt und über Sondershausen bis zum Kyffhäuserdenkmal führt,
- der Hauptwanderweg Eisenach–Wernigerode,
- der Kaiserweg, der von Bad Harzburg nach Tilleda führt,
- der Feengrotten-Kyffhäuser-Weg.

Ein weiterer sportlicher Höhepunkt ist der seit 2000 jährlich im Mai durchgeführte Turmtreppenlauf über die 366 Stufen des Kyffhäuserdenkmals.

## Sonstiges
Viele öffentliche Einrichtungen der Gegend sind nach dem Kyffhäuser benannt, zum Beispiel das Kyffhäuser-Gymnasium Bad Frankenhausen und die Kyffhäusertherme. Auch gibt es Kyffhäuserstraßen in vielen Städten Deutschlands. 1994 wurde aus den Kreisen Artern und Sondershausen der Kyffhäuserkreis gebildet. Ferner trug das zwischen Dezember 2009 und Dezember 2014 verkehrende Intercity-Zugpaar Frankfurt am Main-Sangerhausen-Halle-Leipzig (Fr.) bzw. Leipzig-Halle-Sangerhausen-Frankfurt am Main (So.) den Namen „Kyffhäuser“.
Die Kyffhäuserlinse ist eine traditionelle regionale Sorte der Speiselinse.

### Überblickswerke
- Sven Frotscher: Der Kyffhäuser – Natur, Geschichte, Architektur, Denkmale Europas, Artern 1996, ISBN 3-00-000509-9.
- Der Kyffhäuser und seine Umgebung (= Werte unserer Heimat. Band 29). 1. Auflage. Akademie-Verlag, Berlin 1976.

### Geologie, Flora und Fauna
- Klaus-Jörg Barthel und Jürgen Pusch: Flora des Kyffhäusergebirges und der näheren Umgebung. Ahorn-Verlag, Jena 1999, ISBN 3-934146-00-7
- Steffen Trümper, Sebastian Germann, Jörg W. Schneider, Dorothee Mertmann, Jens Götze, Ronny Rößler: Die versteinerten Bäume des Kyffhäusers (Oberkarbon, Thüringen): Herkunft, Fossilwerdung und paläoklimatisch-ökologische Aussagen, in: Zeitschrift der Deutschen Gesellschaft für Geowissenschaften 171 (2020), S. 277–321 (eines der umfangreichsten Vorkommen dieser Art in Mitteleuropa, online, Kurzfassung).
- Richard Scheuermann: Die Solstellen am Kyffhäuser und ihre Pflanzenwelt in Vergangenheit und Gegenwart, in: Berichte der Naturhistorischen Gesellschaft Hannover 102 (1954), S. 39–47 (zobodat.at [PDF]).

### Geschichte
- Mario Küßner, Diethard Walter: Ur- und frühgeschichtliche Besiedlung und Archäologische Denkmalpflege im Kyffhäuserkreis, in: Denkmaltopographie Bundesrepublik Deutschland, Kulturdenkmale in Thüringen, Bd. 5.1: Kyffhäuserkreis, Altenburg 2014, S. 32–69 (academia.edu).
- Hans Joachim Franzke, Rainer Müller, Firouz Vladi: Südharz und Kyffhäuser. Auf den Spuren der Vorzeit. Quelle & Meyer Verlag, Wiebelsheim 2023, ISBN 978-3-494-01658-0.
- Firouz Vladi: Gipskarstlandschaft Südharz. Natur und Geschichte am südwestlichen Harzrand. Papierflieger Verlag, Clausthal-Zellerfeld 2024, ISBN 978-3-86948-985-8.

### Gedichte, Sage
- Gerald Höfer, Michael K. Brust: Tief im Schoße des Kyffhäusers – Kyffhäusergedichte aus 200 Jahren. ARTE FAKT 2005, ISBN 3-937364-04-8.
- Ernst Koch: Die Sage vom Kaiser Friedrich im Kyffhäuser, Teubner, Leipzig 1886 (Digitalisierte Ausgabe der Universitäts- und Landesbibliothek Düsseldorf).
- Steffen Raßloff: Barbarossa. Kaiser und Sagengestalt. Rhino, Ilmenau 2021, ISBN 978-3-95560-088-4.

## Weblinks

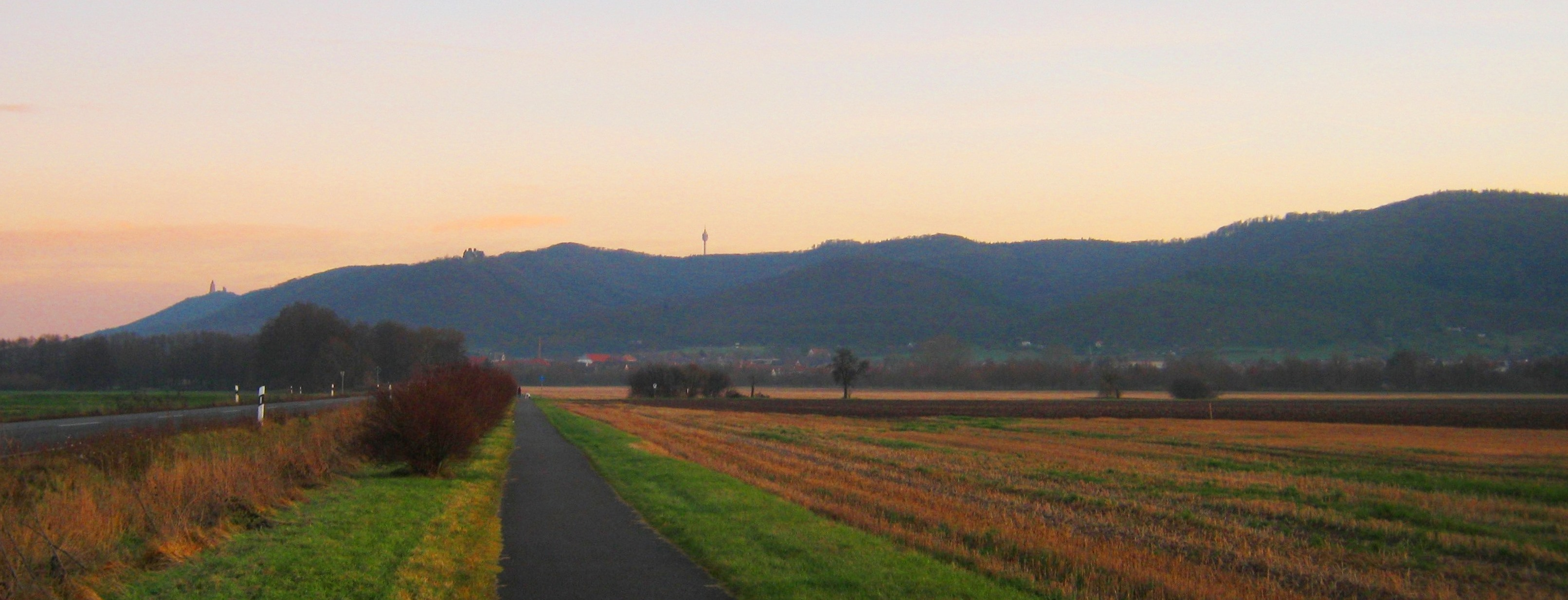
Das Kyffhäusergebirge von Nordwesten, von der B-85 zwischen Berga und Kelbra aus.